# Chef-Boutonne
Chef-Boutonne är en kommun i departementet Deux-Sèvres i regionen Nouvelle-Aquitaine i västra Frankrike. Kommunen ligger i kantonen Chef-Boutonne som tillhör arrondissementet Niort. År 2022 hade Chef-Boutonne 2 387 invånare.

## Befolkningsutveckling
Antalet invånare i kommunen Chef-Boutonne
| Referens: INSEE |